# Yannick Cotter
Yannick Cotter (* 3. Januar 2002 in Sitten) ist ein Schweizer Fussballspieler.

## Karriere

### Vereine
Cotter begann seine Karriere beim FC Sion. Zur Saison 2019/20 rückte er in das Kader der U-21-Mannschaft Sions, für die er fortan in der Promotion League spielte. Im Dezember 2019 debütierte der Angreifer gegen den FC Basel für die Profis von Sion in der Super League. Im Januar 2020 wechselte er nach Italien zu Juventus Turin, wurde aber direkt bis Saisonende zurück nach Sion ausgeliehen. Dort kam er aber zu keinem weiteren Einsatz.
Zur Saison 2020/21 kehrte er nach Turin zurück, wo er zunächst zum Kader der U-19-Mannschaft zählte. Zur Saison 2021/22 rückte er in das Kader von Juves Reserve, für die er in zwei Jahren aber nie zum Einsatz kommen sollte. Zur Saison 2023/24 kehrte Cotter in die Schweiz zurück und wechselte zum Erstligisten Yverdon Sport FC. Für die Profis kam er aber nie zum Einsatz, für Yverdons Reserve spielte er achtmal in der 1. Liga. Zur Saison 2024/25 zog er weiter zum Drittligisten FC Paradiso. Für Paradiso lief er neunmal in der Promotion League auf, ehe er den Verein bereits in der Winterpause wieder verliess.
Nach einem Halbjahr ohne Club wechselte Cotter zur Saison 2025/26 zum österreichischen Zweitligisten Schwarz-Weiß Bregenz, bei dem er einen bis 2027 laufenden Vertrag erhielt.

### Nationalmannschaften
Cotter spielte zwischen 2016 und 2019 von der U-15 bis zur U-18 für die Schweizer Jugendnationalauswahlen.